# As Canções de Bilitis
As Canções de Bilitis ([bɪˈliːtɪs]; em francês:  Les Chansons de Bilitis) é uma coleção de poesia erótica, principalmente lésbicas, escrita por Pierre Louÿs , publicado em Paris em 1894 (ver 1894 na poesia). Desde que Louÿs alegou que ele havia traduzido a poesia original do grego Antigo, este trabalho é considerado um pseudotradução, ou seja uma tradução falsa.
Os poemas seguem o estilo da poetisa Safo; a introdução da coleção, afirma que eles foram encontrados nas paredes de uma tumba em Chipre, escritos por uma mulher da Grécia Antiga chamada Bilitis, uma cortesã e contemporânea, de Safo a cuja vida Louÿs dedicado uma pequena seção do livro. Na sua publicação, a coleção enganou até mesmo especialistas acadêmicos. Sendo revelado pelo próprio Louÿs, em seu leito de morte.
Louÿs, alegou que os 143 poemas em prosa, excluindo 3 epitáfios, eram o trabalho da antiga poetisa — um lugar onde ela derramou os seus mais íntimos pensamentos.
Embora a maior parte de As Canções de Bilitis seja um trabalho original, muitos dos poemas foram reelaborados a partir de epigramas da Antologia Palatina, e Louÿs também ´´emprestou´´ alguns versos de Safo para si mesmo.
Apesar de Louÿs ter apresentado grande conhecimento da cultura da Grécia Antiga, que vão desde jogos infantis como o jogo da  "Tartaruga " a aplicação de aromas em "Perfumes", e a literatura, a fraude foi eventualmente exposta.

## Contexto

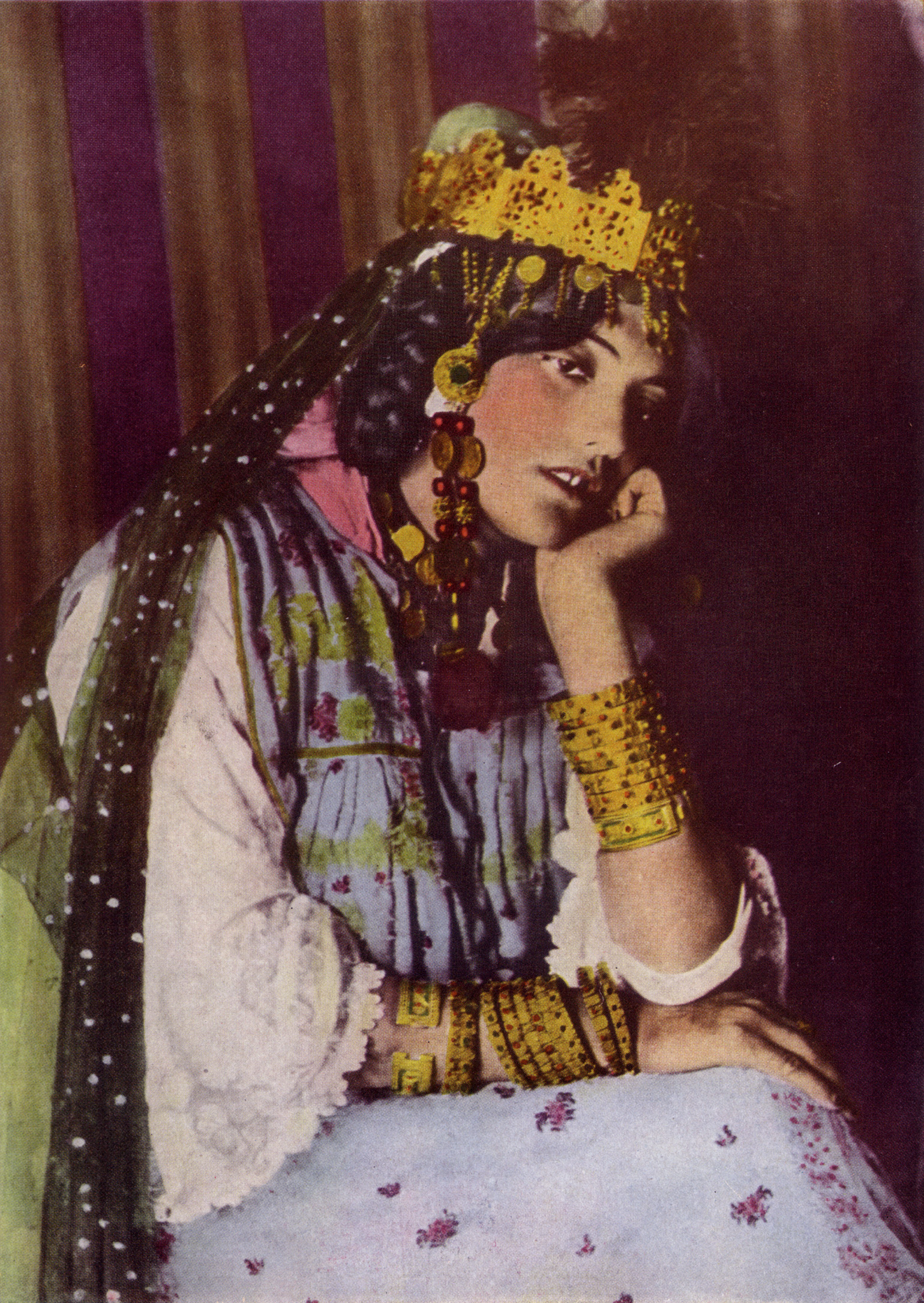
Uma dançarina em Biskra

Em 1894 Louÿs, viajando pela Itália com seu amigo Ferdinand Hérold, conheceu André Gide, que descreveu como ele tinha perdido a virgindade para uma garota bérbere chamada Meriem no oasis resort-town de Biskra na Argélia; Gide pediu aos seus amigos para ir para Biskra e seguir o seu exemplo. As Canções de Bilitis são o resultado do encontro que Louÿs e Hérold compartilharam com Meriem a garota dançarina, e os poemas são dedicados a Gide com uma menção especial para "M. b.A", Meriem ben Atala.

## Adaptações
- Joseph Kosma escreveu em 1954 comédie musicale (ou opereta) Les chansons de Bilitis para solistas e piano.
- Michael Findlay e Roberta Findlay fizeram em 1966  uma metragem intitulada Levar-Me Nu (Take Me Naked) , que apresenta uma narração de passagens das Canções de Bilitis. No filme, o personagem principal é mostrado na cama lendo as obras completas de Pierre Louÿs. Ele então tem uma série de sonhos eróticos retratando mulheres nuas ou semi-nuas, enquanto uma voz feminina narra passagens da poesia de Bilitis .
- Em 1977, um filme francês foi lançado com o título de Bilitis, dirigido por David Hamilton. Ele tinha, no entanto, pouca conexão com a obra de Louÿs' , estando preocupado com o despertar sexual de uma menina do século XX.
- Mais recentemente as Canções de Bilitis, foram adaptados por Katie Polebaum com música ao Ego Plum, em Los Angeles.